# Lyssacinosida
Lyssacinosida is een orde van sponsdieren uit de klasse van de Hexactinellida.

## Familie
- Euplectellidae Gray, 1867
- Leucopsacidae Ijima, 1903
- Lyssacinosida incertae sedis Tabachnick, 2002
- Rossellidae Schulze, 1885

## Geslachten incertae sedis
- Clathrochone Tabachnick, 2002
- Hyaloplacoida Tabachnick, 1989

Er is nog onduidelijkheid over bij welke familie dit geslacht behoort te worden ingedeeld ('incertae sedis').